# Stieg Larsson
Stieg Larsson (rojen kot: Karl Stig-Erland Larsson), švedski novinar, pisatelj, raziskovalec in proti-(neo)nacistični aktivist, * 15. avgust 1954, Skelleftehamn, Švedska, † 9. november 2004, Stockholm.
Mladost je preživel na severu Švedske, zrelo dobo pa večinoma v Stockholmu. Svetovno slavo je dosegel s trilogijo Millennium, tremi napetimi detektivskimi romani. Romani so bili objavljeni posmrtno, v letih 2005-2007.
Larsson je bil leta 2008 drugi najbolj prodajani avtor na svetu, za Khaledom Huseinijem. Do decembra 2011 je bilo prodano 65 milijonov izvodov knjig iz Trilogije . Zadnji del Trilogije Dekle, ki je dregnilo v osje gnezdo je bila najbolj prodajana knjiga v ZDA v letu 2010  . Amazon.com je avgusta 2010 objavil, da je Dekle z zmajskim tatujem postal prva e-knjiga z več kot milijon prodanimi izvodi.
Po romanih iz Trilogije so bili posneti trije filmi na Švedskem (leta 2009), po prvem romanu pa ameriška predelava (leta 2011).
Stieg Larsson in trilogija Millennium so postali kultne umetnine s številnimi privrženci zaradi kakovosti romanov in filmov kot napetih detektivk, deloma pa zaradi napredne in aktualne družbene naravnanosti. Iskanje v Google po ključu »"Stieg Larsson" Millennium« da samo v latinični verziji skoraj 3 milijone zadetkov (januar 2013), v cirilični verziji pа še 400.000 zadetkov .

## Življenje in delo
Rojstni kraj Stiega Larssona je naselje z okoli 3.000 prebivalci ob morju na severu Švedske. Oče je bil delavec v železarni. V Stiegovem zgodnjem otroštvu je oče zaradi azbestoze moral opustiti dotedanje delo. Starši so se preselili v Stockholm, Stieg pa je do devetega leta živel pri starih starših na kmetiji v severnem okrožju Västerbotten. Življenje na severnem podeželju je bilo Stiegu všeč, manj pa kasnejše življenje s starši v univerzitetnem mestu Umeå ob obali Botniškega zaliva.
Namesto študija (redno je dokončal le srednjo šolo)
 se je Stieg Larsson ukvarjal z zelo različnimi poklicnimi in prostovoljskimi dejavnostmi. Veliko je tudi potoval, večinoma po eksotičnih revnih deželah. Delal je kot grafični ustvarjalec in fizični delavec, kasneje pa kot novinar in urednik. Bil je navdušen bralec znanstvene fantastike; urejal je revije za navdušence ZF (»fanzine«). V svojem burnem življenju je med drugim uril tudi etiopske gverilke za streljanje z minometi.
Stieg Larsson je bil med vodilnimi svetovnimi poznavalci  protidemokratičnih, desnoekstremističnih in nacističnih gibanj. Larssen je bil urednik protinacistične revije Expo. Revija je bila najživahnejša v 90-letih 20. stoletja, ko so Švedsko pretresali desno-ekstremistični izgredi, zlasti napadi na priseljence. Zaradi Larssenovega publicističnega dela so mu večkrat grozili; pri nekem rasističnem morilcu so našli Stiegove osebne podatke..
Eva Gabrielsson je bila partnerka in življenjska sopotnica Stiega Larssona 33 let (od 1972 do njegove smrti). Kot enega izmed razlogov, zakaj se nista poročila, navajajo grožnje ekstremistov. Da ne bi izpostavljal partnerice, se Stieg v javnosti z njo ni pojavljal.
Stieg Larsson je umrl pri 50-letih za srčno kapjo, po tem, ko je pretekel sedem nadstropij stopnic. Umrl je brez oporoke, zato so dragocene avtorske pravice pripadle očetu in bratu, s katerima se pa ni dobro razumel. Eva Gabrielsson glede moralnih in materialnih avtorskih pravic Stiega Larssona ni dosegla soglasja z dediči. Eva je opisala sožitje s Stiegom Larssonom v knjigi, ki jo je izdala v Franciji. Gabrielssonova priča, da se ji je ob prvem srečanju predstavil kot feminist.
»Delovanje in pogled na svet Stiega Larssona lahko razumemo predvsem skozi perspektivo ženskih pravic. Vendar ga je skrbelo vsako nasilje nad ljudmi, "napačnih" ljudi v "napačnem" času. Prej ali slej lahko to zadene vsakogar od nas, saj je vsak posameznik manjšina.
... Trilogija Millennium je sredstvo za večjo vidnost nasilja nad ženskami.

... Stiega bi najbolj razveselilo vedenje, da je intimni pomen Millennija zaznan, poslušan in razumljen. ...«— Eva Gabrielsson, 
Na Stiega Larssena sta močno vplivali dve okoliščini iz mladosti. Zelo je bil navezan na svojega deda, ki je bil prepričan proti-nacist in po nekaterih trditvah tudi zaprt v koncentracijskem taborišču švedskih nacistov med 2. svetovno vojno.
Kot 14-letnik je bil Stieg priča skupinskemu posilstvu dekleta. Misel, da dekletu ni zmogel pomagati, ga je preganjala vse življenje.

## Trilogija Millennium
Zaradi nenadne zgodnje smrti avtorja je serija knjig, ki bi morda končno obsegala celo deset knjig, ostala pri trilogiji. Trilogija Millennium je bila - po besedah nekaterih njegovih znancev - zamišljena kot serija desetih romanov, Larsson pa naj bi pred smrtjo začel ne le četrtega, ampak tudi peti del. Življenjska spremljevalka Stiega Larssona, Eva Gabrielsson, trdi, da ima v posesti okoli 200 strani četrtega romana in zametke petega . Trilogijo sestavljajo napeti detektivski romani:
- Moški, ki sovražijo ženske (prvotni naslov), sedaj pogosteje prevajano z naslovom: Dekle z zmajskim tatujem (v švedščini vedno prvotni naslov Män som hatar kvinnor, 2005),[18]
- Dekle, ki se je igralo z ognjem (Flickan som lekte med elden, 2006) [19]
- Dekle, ki je dregnilo v osje gnezdo (Luftslottet som sprängdes dobesedno: Grad v oblakih je razneslo, 2007) [20].

Trilogijo povezujeta predvsem glavna junaka: Mikael Blomkvist in Lisbeth Salander. Nadnaslov trilogije, "Millennium", daje fiktivna družbeno-kritična revija, pri kateri dela Mikael Blomkvist kot urednik in avtor. Lisbeth Salander je talentirana  mlada ženska, ki sta jo zaznamovala kruto otroštvo in mladost. Publicistika je eno izmed glavnih orodij končnih razrešitev kriminalnih dejanj.
Dogajanje prvega dela Trilogije je postavljeno v severno obmorsko pokrajino Stiegovega otroštva. Drugi in tretji del trilogije se dogajata pretežno v Stockholmu.

### Zgodba
Zgodbo uokvirjata dve lupini: življenjska usoda 25-letne Lisbeth Salander, katere oče je nekdanji ruski vohun in trenirani morilec Zalačenko, in razmerje med glavnima junakoma, 42-letnim novinarjem Mikaelom Blomkvistom in Salanderjevo. Gibalni sili romanov so tudi osebnostne lastnosti glavnih junakov, ki se posamič in skupaj soočata s hudimi kriminalnimi dejanji. Okvir zgodbe so razmere na Švedskem, ki se ne razlikujejo dosti od razmer v drugih razvitih državah Zahoda.

#### Moški, ki sovražijo ženskeoziromaDekle z zmajskim tatujem
V prvem delu se prepletajo tri kriminalne niti: novinarsko razkritje Mikaela Blomkvista o prevarah industrialca Wennerströma, institucionalno nasilje nad Lisbeth Salander in zgodba o izginotju Harriet, pranečakinje industrialca Henrika Vangerja v letu 1966, 40 let pred dogajanjem v romanu. Osnovni detektivski zaplet je raziskovanje dogodkov ob izginotju Harriet. Henrik Vanger za to delo najame Mikaela Blomkvista. Razplet odkrije mračno sago disfunkcionalne širše družine Vanger, katere člani so večinoma čudaki. V družini je več švedskih nacistov in končno tudi še aktivni okrutni morilec nemočnih žensk.
Kruto otroštvo je Lisbeth Salander doživljala zaradi svojega očeta ruskega vohuna, morilca in kriminalca Zalachenka (Zalačenko). Zaradi povampirjenih državnih interesov okoli prebeglega vohuna, ki ga ščitijo pred zakonom, je Lisbeth ob zaščito socialnega varstva in policije. Po incidentu, v katerem je pri 12 letih skušala zažgati okrutnega očeta, ki je do invalidnosti pretepel njeno mati, zaprejo v psihiatrično bolnišnico. Dekle se povsem odpove stikom z državnimi, zdravniškimi in skrbstvenimi organi. Izkoreninjena je iz glavnine družbe. Sicer pa je zelo talentirana računalničarka in je v navezi z najboljšimi hekerji na svetu. Ima tudi fotografski spomin ter izredno voljo za obstanek. Lisbeth Salander občasno, a zelo uspešno dela za varnostno-detektivsko podjetje Milton Security.
Mikael Blomkvist zahteva pomoč pri raziskavi o Harriet. Kot pomočnico mu najamejo Salanderjevo. V razvezi zgodbe se izkaže, da je Harriet ušla od doma zaradi spolnega nasilja očeta in brata. Oče Gottfried je sadistično, s potvorjenim sklicevanjem na biblijske zapovedi o kaznih nad grešnimi ženskami, izbiral žrtve s starozaveznimi (judovskimi) imeni in nekaznovano navidez obredno moril do svoje smrti. Nasledil ga je sin Martin, le da je on trupla svojih številnih žrtev, največkrat priseljenk, utapljal v morju. V končnici Lisbeth reši Mikaela pred morilskim naklepom sadista, ta pa se med begom zapelje v smrt.
Med delom se Mikael in Lisbeth zbližata, tudi telesno, vendar ostaja Lisbeth zelo zaprta in negotova.
Dve obrobni zgodbi sta pomembna za  kasnejši potek Trilogije.  Lisbeth se sooči z nasiljem svojega uradnega skrbnika, advokata Bjurmana. Grobo posilstvo je Lisbeth posnela s skrito kamero. Ob naslednjem stiku je Lisbeth izvedla podobno nasilje nad svojim mučiteljem in mu na prsi vtetovirala napis "Sem svinja in posiljevalec". Pod grožnjo objave in fizično grožnjo Lisbeth dobi polno oblast nad Bjurmanom.
V drugi okvirni zgodbi Lisbeth pomaga Mikaelu razkrinkati industrialca Wennerströma, ki je dobil tožbo proti Mikaelu zaradi klevetanja. Lisbeth odkrije celotno kriminalno omrežje Wennerströmovega delovanja ter bančni račun na Kajmanskih otokih. Wennerströma razkrinkajo, Lisbeth Salander pa si prisvoji več kot tri milijarde švedskih kron (okoli 350 milijonov evrov). Obubožanega Wennerströma ubijejo njegovi kriminalni pajdaši. Lisbeth denar dobro naloži in ima materialno zagotovljeno prihodnost.

#### Dekle, ki se je igralo z ognjem
Prvi del Trilogije ima nastavke za nadaljnji razvoj, vendar je dovolj zaokrožen. Drugi in tretji del sta zelo povezana in ju je najbolje obravnavati skupaj. V drugem in tretjem delu  se razreši spletka, ki je zagrenila Lisbethino življenje. Lisbeth se bojuje za  prostost in priznanje človeškega dostojanstva. S pomočjo Mikaela in drugih prijateljev zmaga.
Zaplet sproži umor Lisbethinega skrbnika Bjurmana ter dveh mladih raziskovalcev, sociologinje Mie Johansson in raziskovalnega novinarja Daga Svenssona, ki je Millennium ponudil rezultate raziskav kriminalnih poslov z belim blagom. Policija odkrije prstne odtise Salanderjeve na morilskem orodju, Bjurmanovi pištoli. Lisbeth se mora skrivati, Mikael pa prične raziskavo vseh okoliščin treh umorov. Naletijo na ime kriminalca »Zala«, dejansko Alexander Zalachenko (Zalačenko) - nekdanjega sovjetskega vohuna, ki se je v času hladne vojne prodal švedski tajni službi. Zalačenko se je pod plaščem tajne službe ukvarjal z raznimi nezakonitimi posli, tudi s trgovanjem z belim blagom. Ključna opora mu je bil sin, Lisbethin nemško-ruski polbrat, velikan Ronald Niedermann. Tajno operacijo okoli Zalačenka je v švedski varnostni službi opravljala globoko konspirirana skupina, "Sekcija", ki je tekom let povsem ušla izpod vladnega nadzora.
Lisbethin oče Zalačenko je njeno mati pretepal in posiljeval pred očmi dveh hčera. Lisbeth je pri 12 letih, ko je zaradi poboja njena mati postala invalid, polila Zalačenka z bencinom in zažgala. Zalačenko je preživel, s poškodbami glave in nog. Lisbeth pa so spravili v psihiatrično bolnišnico, da so se rešili neželene priče. Prišla je v roke izprijenemu psihiatru, šefu bolnice, doktorju Petru Teleborianu, ki je bil v dogovoru s Sekcijo.  Lisbeth je po vseh razočaranjih v stikih z uradnimi osebami  povsem prekinila komunikacijo z njimi; na vsa vprašanja je odgovarjala z molkom.
Lisbeth se odloči pokončati Zalačenka. Izsledi ga na jugu Švedske. Vendar je Zalačenkova posest varovana. Zalačenko in Niedermann Lisbeth pričakata Lisbeth in jo ujameta ter nameravata ubiti. V obupnem poskusu Lisbeth zbeži, a jo dosežejo streli iz malokalibrske pištole. Še živo jo zakopljeta. Z nadnaravno žilavostjo se Lisbeth izkoplje iz plitkega groba. Uspe ji hudo raniti Zalačenka, s svojim zombijskim videzom pa preplaši Niedermanna. Končno na kraj dogodkov prispe Mikael Blomkvist, ki pokliče policijo in reševalce.

#### Dekle, ki je dregnilo v osje gnezdo
V göteborški bolnišnici okrevata tako Zalačenko kot Salanderjeva; Mikael Blomkvist pa nadaljuje z iskanjem dokazov o Sekciji in krutem ravnanju z Lisbeth Salander v psihiatrični bolnišnici in kasneje.
Sekcija se zave nevarne bližine zasledovalcev in pošlje v göteborško bolnišnico enega svojih ostarelih, na smrt bolnih članov, da bi umoril nevarni priči Zalačenka in Salanderjevo. Morilcu se posreči ubiti Zalačenka, Lisbeth pa se reši s pomočjo Annike Giannini, Mikaelove sestre in odvetnice, ki bo zastopala Salanderjevo pred sodiščem.
Lisbeth se nekoliko odpre razumevajočemu zdravniku Andersu Johanssonu. Ta prične dvomiti o upravičenosti uradnih obtožb in na prošnjo Mikaela pretihotapi Salanderjevi žepni računalnik. Lisbeth na računalnik napiše svoj življenjepis in se poveže s svojimi hekerskimi tovariši.
Mikaelu se posreči priti do ministra za pravosodje in predsednika vlade. Pojasni jima obstoj Sekcije, ki brez nadzora deluje znotraj švedske varnostne službe (SÄPO). Oblasti uvedejo skrivno policijsko preiskavo Sekcije.
Do dramatičnega sojenja je že natisnjena številka revije Millennium s tragičnim Lisbethinim življenjepisom in razkritjem Sekcije, ki je desetletja delala brez nadzora in  omogočila kriminalno dejavnost Zalačenka. Uradna raziskava delovanja Sekcije je tudi napredovala toliko, da omogoča aretacije.
Na sodišču se Lisbeth Salander pojavi v svoji polni opremi: temno poslikavo obraza, pirsing obročki, črno okovano obleko in irokeško frizuro. Prvič spregovori v uradnem okolju. Ključna priča državnega tožilca, ki je tudi pod vplivom članov Sekcije, je psihiater Teleborian. Lisbeth opisuje kot  psihotično osebo, patološko lažnivko, ki bi jo bilo treba zopet zapreti v psihiatrijo. Tretji dan sojenja Salanderjeva in njena zagovornica Annika Giannini predstavita film s posnetkom posilstva, ki ga je zagrešil uradni varuh advokat Bjurman in dokaze o Teleborianovem zlorabljanju Salanderjeve med njenim najstniškim zadržanjem v psihiatriji ter o potvarjanju psihiatrične ekspertize. Za zaključek v sodni dvorani aretirajo Teleborijana v zvezi s potvorbo ekspertize in odkritjem velikega števila otroških pornografskih slik v njegovem računalniku. Lisbeth Salander izpustijo iz preiskovalnega zapora. Za poškodbe Zalačenka v samoobrambi se bo zagovarjala s prostosti.
Družinska mora Lisbeth Salander se konča ko zaloti svojega polbrata, brezčutnega (dobesedno in preneseno) velikana Rolfa Niedermanna, v zapuščeni opekarni. V spopadu Niedermann skuša ubiti Lisbeth, ta pa ga prikuje na tla in pokliče motoristično tolpo, ki ima z njim neporavnane račune zaradi uboja njihovega člana. Lisbeth pokliče tudi policijo, ki zajame Niedermannove morilce.
V stranski zgodbi v Millenniumu, tudi s pomočjo Lisbeth Salander, pripravijo zgodbo o tem, kako švedski dobavitelj sanitarne keramike v Vietnamu izrablja otroško suženjsko delo. V umazane posle je vmešan solastnik velikega dnevnika, ki zahteva od Erike Berger, naj ustavi objavo zgodbe v Millenniumu. Bergerjeva odkloni posredovanje in se z uglednega delovnega mesta urednice v velikem dnevnem časopisu vrne v uredništvo Millenniuma.
Mikael ob koncu knjige obišče Lisbeth v njenem skrivnem stanovanju. Čeprav je Lisbeth negotova in dvomi o svojih in Mikaelovih čustvih, ga ponovno spusti v svoje življenje.

### Značilnosti dela
Vodilni motiv trilogije je prikrito hudodelstvo v »civiliziranih« družbah, ki so mu podvržene zlasti ženske iz obrobnih skupin (revne, priseljenke). Avtor se dotakne naslednjih problemskih sklopov:
- nasilje nad ženskami (Lisbethin oče Zalačenko, advokat Bjurman, psihiater Teleborian, neobčutljivost institucij),
- prikriti nacizem v švedski družbi (sadistična antisemitska morilca iz družine Vanger, motoristične tolpe, rasisti in mačisti med policisti),
- zloraba vzvodov oblasti v tajnih službah (vohun in morilec Zalačenko in Sekcija znotraj varnostne službe),
- državne institucije niso sposobne zavarovati šibkih (celoten primer Lisbeth Salander)
- kriminaliteta in mračna zgodovina bogatašev (Wannerström: poneverbe denarja namenjenega pomoči vzhodnoevropskim državam, povezanost z raznovrstnimi mednarodnimi kriminalnimi združbami; družina Venger),
- pomanjkljiva etičnost medijev (pritisk delodajalcev v velikem dnevniku na urednico Bergerjevo proti objavi obremenjujočega članka).

V delu je možno najti tudi subverzivno kritiko abrahamskih verstev . Del rešitve uganke v prvi knjigi Mikael in Lisbeth najdeta skozi šifrirano sporočilo izginule Harriet, ki imena žrtev povezujejo z odlomki iz tretje Mojzesove knjige (Leviticus), ki predvideva okrutno smrtno kazen za spolne prekrške. Avtor je protiverski naboj omili z izjavo Lisbeth: »(On) ni podivjani serijski morilec, ki napačno tolmači Sveto pismo. Je navaden norec, ki sovraži ženske«.
Avtor se izkazal kot mojster zapletanja več zgodb in napetega pripovedovanja, začinjenega z zagatno psihologijo glavnih junakov, Lisbeth Salander in Mikaela Blomkvista. Avtor doda uganko nestandardnega spolnega obnašanja obeh.

#### Lik Lisbeth Salander
Lik Lisbeth Salander je po besedah avtorja bil navdahnjen z likom Pike Nogavičke švedske pisateljice Astrid Lindgren. »Kakšna bi bila Pika  kot odrasla oseba? Kako bi jo označili? Kot sociopatko?« se je retorično vprašal v enem redkih intervjujev, ki se je dotikal njegovega pisanja detektivk. »Piko sem poustvaril kot Lisbeth Salander, izjemno osamljeno 25-letnico. Nima tesnih poznanstev niti družabnih navad«.. Lisbeth Salander je svojeglava, socialno neprilagojena toda pravična, obdarjena z nadnaravnimi sposobnostmi. Življenje na cesti velemesta jo je prisililo da si pridobi polni nabor obrambnih spretnosti, vključno z borilnimi veščinami. Vajena je gibanja na robu zakona, saj so jo tja pahnile okoliščine.
Lisbeth je biseksualna, verjetno tudi zaradi slabih izkušenj z nasilnimi moškimi, začenši z očetom. Zbliža se z Mikaelom Blomkvistom, ki ne izraža nikakršne agresivnosti; izogiba se celo neželenim dotikom. Po Lisbetini iniciativi se telesno zbližata, vendar se ona, kljub veliki obojestranski  naklonjenosti, izogiba kakršnega koli priznanja ljubezni.
Podrobneje o liku Lisbeth Salander glej v članku Trilogija Millennium.

#### Lik Mikaela Blomkvista
Mikael Blomkvist ne izstopa tako iz povprečja kot Lisbeth. Je pronicljiv, inteligenten, vztrajen raziskovalni novinar. Verjetno je prototip zanj prav avtor. V Mikaelu lahko najdemo levo-uporniško orientacijo Stiega Larssona, vključno z odklonilnim odnosom do kriminala v višjih krogih in pomanjkljivostih institucij pri zaščiti ranljivih oseb.
Mikael je posebnež v razmerju do žensk. Prva žena, s katero je imel ljubljeno hčerko, se je ločila, ker Mikael ni prekinil razmerja z nekdanjo sošolko in sodelavko (so-urednico) Eriko Berger. Z Eriko živi v trikotniku, saj je ona poročena, njen mož pa niti ne zahteva prekinitve zveze z Mikaelom. Vse to Mikaela ne zmoti, da ne bi stopal v intimna razmerja z drugimi ženskami, v romanu razen z Lisbeth še z dvema znatno starejšima. V vsakem primeru pa iniciativo za stike Mikael prepušča ženskam.

### Ekranizacija Trilogije
Velik uspeh romanov in švedske verzije filmov je spodbudil tudi Holywood k hitri podvojitvi prvega dela.

#### Švedska verzija
Trije romani Trilogije Millennium so bili posneti kot filmi pri firmi Yelow Bird, in sicer:
- Män som hatar kvinnor (Moški, ki sovražijo ženske, režija: Niels Arden Oplev), znan tudi pod angleškim naslovom: The Girl with the Dragon Tattoo (2009)
- Flickan som lekte med elden (Dekle, ki se je igralo z ognjem, režija: Daniel Alfredson), znan tudi pod angleškim naslovom: The Girl Who Played with Fire (2009)
- Luftslottet som sprängdes (Dekle, ki je dregnilo v osje gnezdo, režija: Daniel Alfredson), znan tudi pod angleškim naslovom: The Girl Who Kicked the Hornets' Nest (2009)

Glavna igralca likov Lisbeth in Mikaela sta v vseh treh filmih Noomi Rapace in Michael Nyqvist.
Vsak film je izdelan v dveh variantah: dolžine okoli 150 minut in dolžine okoli 180 minut. Daljšo verzijo vseh treh filmov so predvajali kot mini-serijo v šestih delih po 90 minut.

#### Ameriška verzija
V ZDA je bila ob koncu leta 2011 predvajana filmska adaptacija prvega dela trilogije v produkciji Columbia Pictures / Sony Pictures Entertainment:
- The Girl with the Dragon Tattoo (Dekle z zmajevim tatujem, režija: David Fincher) (2011)

Glavna igralca likov Lisbeth in Mikaela sta Rooney Mara in Daniel Craig (eden izmed Jamesov Bondov).
Več o ekranizaciji glej v članku Trilogija Millennium.